# Argyroeides hadassa
Argyroeides hadassa là một loài bướm đêm thuộc phân họ Arctiinae, họ Erebidae.